# تورو يوشيدا (لاعب كرة قدم)
تورو يوشيدا (باليابانية: 吉田暢 ) (و. 1965 – م) هو لاعب ومدرب كرة قدم، من اليابان.

## روابط خارجية
- تورو يوشيدا على موقع رابطة كرة القدم اليابانية للمحترفين (اليابانية)
- تورو يوشيدا على موقع عالم كرة القدم.نت (الإنجليزية)